# Блонд, Филлип
Филлип Блонд (англ. Phillip Blond; род. 1 марта 1966, Ливерпуль) — британский политический философ, теолог (Церковь Англии) и директор аналитического центра ResPublica.

## Ранняя жизнь
Родившийся в Ливерпуле и получивший образование в средней школе для мальчиков в Пенсби (Pensby High School for Boys), Филлип продолжил своё образование в Университете Халла, где он изучал философию и политику, в Уорикском университете, изучая континентальную философию, а также в Кембриджском университете, где они изучал теологию. Будучи студентом в Кембридже, Блонд был учеником Джона Милбанка, основателя теологического движения Радикальной ортодоксии и известного критика философски понимаемого либерализма. Первая работа Филлипа Блонда, «Постсекулярная философия: Между философией и богословием», находится в интеллектуальном русле Радикальной ортодоксии и включает в себя статьи многих представителей этого направления. Блонд выиграл исследовательскую стипендию по философии в Новой школе социальных исследований в Нью-Йорке.

## Карьера
Филлип Блонд был старшим преподавателем по Христианскому богословию в Университете Камбрии, а также преподавателем на кафедре теологии в Эксетерском университете.
Блонд был директором «Проекта прогрессивного консерватизма» (the Progressive Conservatism Project) в лондонском аналитическом центре Demos. Он покинул центр ввиду «расхождений в политических и философских воззрениях» и основал собственный аналитический центр ResPublica.
Блонд снискал известность после публикации в феврале 2009 года в журнале Prospect его статьи, посвященной «Красному торизму», в которой он предложил радикальную коммунитаристскую форму традиционалистского консерватизма, который яростно атаковал и государство, и рыночные монополии.
Согласно Блонду, эти две масштабные реальности, которые обычно противопоставляются друг другу, на самом деле являются двумя сторонами одной монеты. Модернистский и постмодернистский индивидуализм и этатизм всего были неразрывно связаны друг с другом: как минимум с появлением трудов Руссо, если не с работ Томаса Гоббса. В целой серии статей, опубликованных в The Guardian и The Independent, он выступал за более широкое признание заслуг гражданского консерватизма и понимание потенциально трансформирующего влияния нового тористского устроения в обществе.
В 2010 году газета The Telegraph назвала его «движущей силой, стоящей за программой „Большого общества“ Дэвида Кэмерона».

## Некоторые работы
- Post-Secular Philosophy: Between Philosophy and Theology (editor), London: Routledge, 1998, ISBN 0-415-09778-9
- Red Tory: How Left and Right Have Broken Britain and How We Can Fix It, London: Faber, 2010, ISBN 978-0-571-25167-4
- Radical Republic: How Left and Right Have Broken the System and How We Can Fix It, New York: W. W. Norton & Company, 2012, ISBN 978-0-393-08100-8